# Варга, Кристина
Кристина Варга (венг. Krisztina Varga; род. 27 февраля 1996 года) — венгерская пловчиха в ластах.

## Карьера
Подводным спортом занимается в городе Капошваре, в спортивном клубе имени Йозефа Адоржана.
Кристина привлекается в сборную Венгрии. Специализируется в плавании в классических ластах на дистанциях 50, 100, 200 и 400 метров, а также в эстафете. Призёр Всемирных Игр, чемпионатов мира, Европы.